# Cilongok (Balapulang)
Cilongok is een bestuurslaag in het regentschap Tegal van de provincie Midden-Java, Indonesië. Cilongok telt 2263 inwoners (volkstelling 2010).